# Grégory Lapalud
Grégory Lapalud (né le 4 février 1978 à Villefranche-sur-Saône,) est un coureur cycliste français, actif dans les années 1990 et 2000.

## Biographie
En 1995, Grégory Lapalud se distingue en remportant la première édition de la Classique des Alpes juniors (moins de 19 ans). L'année suivante, toujours chez les juniors, il devient vice-champion de France du contre-la-montre. Il brille également en cyclo-cross avec une troisième place au championnat de France puis au championnat du monde à Montreuil. 
Après plusieurs saisons passées au VC Caladois, il court au VC Lyon-Vaulx-en-Velin lors de ses débuts espoirs (moins de 23 ans). En 1999, il quitte la région lyonnaise et rejoint le VC Roubaix Lille Métropole. Il s'impose sur Paris-Mantes, une course amateur réputée en banlieue parisienne. Il passe finalement professionnel en 2000 au sein de l'équipe Jean Delatour, qui évolue en deuxième division. Sans grands résultats, il n'est pas conservé à l'issue de la saison 2001 et met un terme à sa carrière cycliste. 
Une fois retiré des compétitions, il devient ostéopathe.

## Palmarès sur route
- 1994
  - 2e du championnat de France sur route cadets
- 1995
  - Classique des Alpes juniors
- 1996
  - Flèche Maratoise
  - 2e du championnat de France du contre-la-montre juniors
- 1998
  - 2e du Grand Prix de Cannes
- 1999
  - Paris-Mantes
  - 4e étape du Tour du Béarn
  - 2e du Souvenir Vietto-Gianello

## Palmarès en cyclo-cross
- 1994-1995
  -  Champion de France de cyclo-cross juniors
- 1995-1996
  - 3e du championnat de France de cyclo-cross juniors
  -  Médaillé de bronze du championnat du monde de cyclo-cross juniors